# 佩列沃洛茨基區

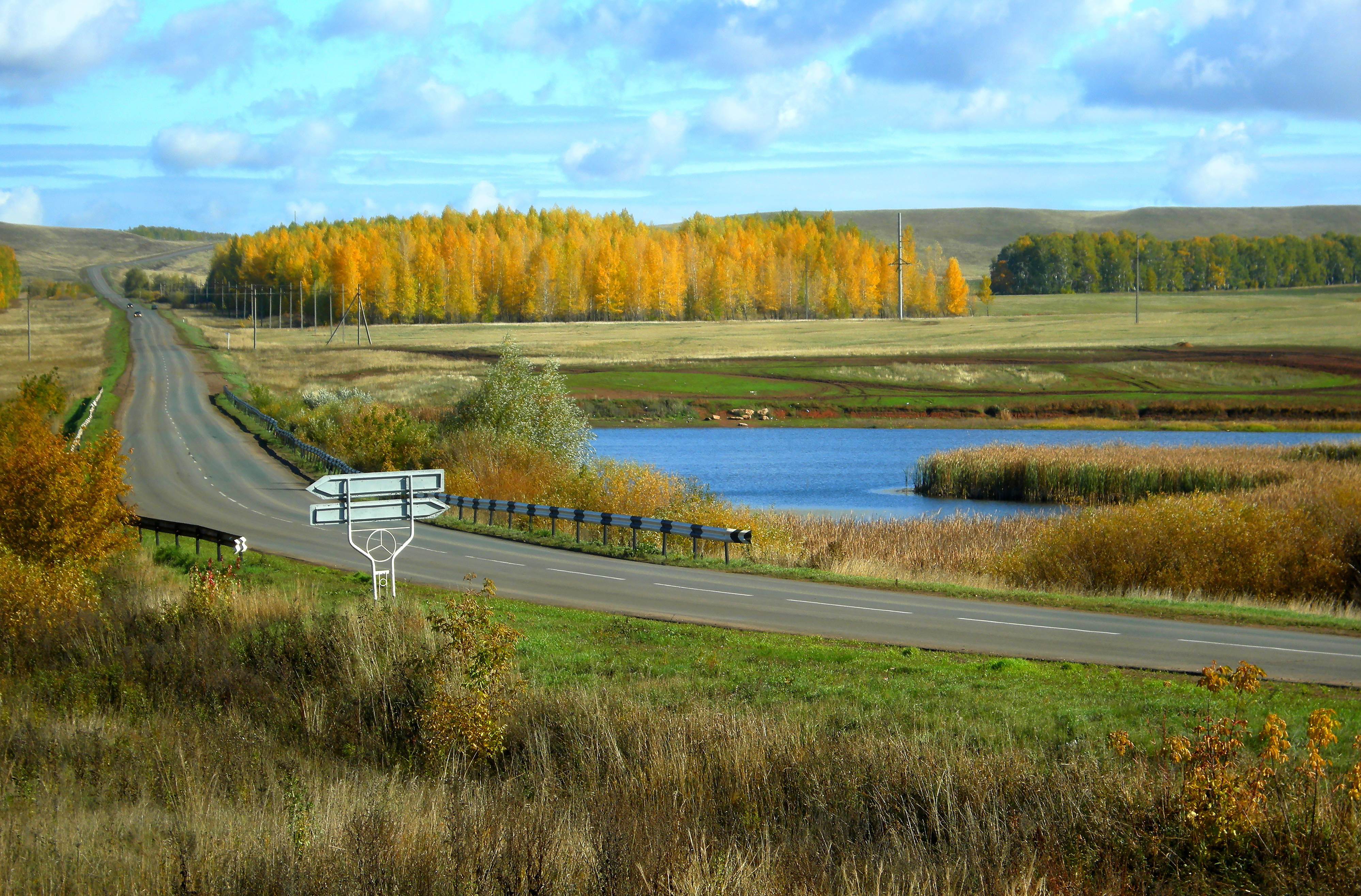

51°52′43″N 54°11′18″E / 51.87861°N 54.18833°E
佩列沃洛茨基區（俄语：Переволоцкий район），是俄羅斯的一個區，位於該國西南部，由奧倫堡州負責管轄，面積2,742平方公里，2010年人口28,345，人口密度每平方公里10.34人。